# Os Verdes - As Esquerdas dos Povos
Os Verdes - As Esquerdas dos Povos foi uma coligação eleitoral espanhola que concorreu às eleições para o Parlamento Europeu em 1999. Foi constituída pelos Verdes e por diversos partidos regionais de esquerda (Iniciativa pela Catalunha Verdes- ICV, a Junta Aragonesista - CHA, a Esquerda da Galiza - EdeG e a Esquerda Andaluza - IA). Esta candidatura recebeu o apoio da Federação Europeia de Partidos Verdes.
A lista foi encabeçada por Antoni Gutiérrez Díaz pela IC-V, Guillermo Fernández-Obanza pelos Verdes, José Antonio Labordeta pela CHA, Lourdes Díaz pela EdeG y José Antonio Pino pela IA.
A coligação 300.855 votos (1,45%), ficando apenas seis mil votos de entrar de Parlamento Europeu, sendo a candidatura mais votada das que não elegeram nenhum eurodeputado. A candidatura só obteve resultados apreciáveis em Aragão (44.494 votos, 6,85%), Baleares (5.750, 1,59%), Canárias (8.285, 1,01%) e Catalunha (156.471, 5,43%).